# Кашина Анђелина (Бергамо)
Кашина Анђелина је насеље у Италији у округу Бергамо, региону Ломбардија.
Према процени из 2011. у насељу је живело 37 становника. Насеље се налази на надморској висини од 127 m.